# Cruz Roja Juventud
Cruz Roja Juventud fundada en 13 de septiembre de 1927 por el Dr. Alfonso Priani Gonzalez, es la sección juvenil dentro de las Sociedades Nacionales de la Cruz Roja y de la Media Luna Roja.

## Características
Dependiendo de las sociedades nacionales, se pueden identificar tres tipos de estructuras:
- una organización juvenil independiente;
- una sección, departamento, unidad, área o núcleo de coordinación, entre otros, formado por jóvenes de la sociedad nacional autónomo y responsable con actividades específicas;
- programas para los jóvenes.

Los jóvenes voluntarios dentro de la Cruz Roja, forman una estructura particular y actualmente participan también dentro de políticas y estrategias de la Federación Internacional de Sociedades de la Cruz Roja y de la Media Luna Roja.

## Actividades que realiza Cruz Roja Juventud
La agrupación de Voluntarios Juveniles de la Cruz Roja, integrada por niños, niñas y jóvenes en todo el mundo, que se caracteriza por su proceso de formación de acuerdo con la misión del Movimiento Internacional de la Cruz Roja.
Objetivos:
- Proteger la salud y la vida.
- Servir a la comunidad, promover la ayuda mutua y la solidaridad.
- Promover la amistad nacional e internacional y la educación para la paz.
- Difundir los principios fundamentales e ideales de la Cruz Roja y del Derecho Internacional Humanitario (D.I.H.)

¿En que trabajan?
- Brigadas Educativas
- Servicio Social del Estudiantado
- Infantiles y Prejuveniles
- Recreación
- Programa al Aire Libre y Educación Ambiental
- Paz, Acción Convivencia (PACO)
- Formación de Líderes y Dirigentes Juveniles
- Amistad Nacional e Internacional
- Prevención y apoyo a niños y jóvenes en situación de calle

Servicios
En coordinación con las demás áreas de la Cruz Roja, estamos en capacidad de gestionar proyectos y programas educativos, entre ellos:
- Educación sexual y prevención de VIH / SIDA y ETS

- Primeros Auxilios

- Prevención de Accidentes
- Prevención Escolar de Desastres
- Prevención de la Farmacodependencia
- Formación de Líderes y Dirigentes
- Educación para la Paz y la Convivencia Social
- Vacaciones Recreativas
- Recreación y Animación Sociocultural
- Campamentos
- Difusión de los Derechos y Deberes de los niños
- Difusión del Derecho Internacional Humanitario (DIH) para la población Infantil y Adolescente.